# بيت المعلاء (جبلة)

تعديل مصدري - تعديل

بيت المعلاء محلة تابعة لقرية الظهرة، التابعة لعزلة الشراعي بمديرية جبلة إحدى مديريات محافظة إب في الجمهورية اليمنية، بلغ تعداد سكانها 79 حسب تعداد اليمن لعام 2004.